# Дірш Віталій Михайлович
Дірш Вітáлій Михáйлович (Vitaly Dirsh) (нар. 23 листопада 1904 — 19 грудня 1982) — український та британський ентомолог. Автор ґрунтовних досліджень з фауністики й таксономії Orthopteroidea, в тому числі першоописів багатьох нових для науки таксонів.

## Життєпис
Віталій Михайлович Дірш народився у місті Ковелі на Волині. Під час Першої світової війни родина переїхала до більш безпечного тилу — спочатку до Москви, згодом (1918) до Симбірську. В останньому Віталій навчався, ймовірно — у місцевій гімназії. Три роки по тому родина переїхала знову, цього разу — до Києва. Юнак навчався у Київському університеті (1922—1926).
Одержавши диплом, він став спочатку позаштатним, потім штатним науковими співробітником зоологічного музею Інституту біології та зоології АН УРСР (1928—1931). З 1934 року Віталій Михайлович працював завідувачем лабораторії у Кримському НДІ захисту рослин (Ялта). 
Під час Другої світової війни, коли Україна була окупована нацистами, В. Дірш перебрався до Херсона. Тут він працював у сільгоспінституті. Коли лінія фронту стрімко переміщувалася на захід, вчений виїхав до Одеси, а звідти — до селища Гальбтурн  на сході Австрії. Після завершення війни В. Дірш разом з іншими біженцями на три роки потрапив до табору переміщениях особ в Шлірбахському монастирі на півночі Австрії. Після звільнення (травень 1948) вчений приїхав до Лондона, де обійняв посаду таксономіста у Протисарановому центрі.
1972 року він став пенсіонером, але продовжив займатися наукою ще кілька років. Протягом багатьох років він страждав від серйозних вад здоров'я. Батька підтримував його син, Володимир Дірш. 19 грудня 1982 року Віталій Михайлович помер.

## Наукова діяльність
Понад півстоліття тривала напружена та результативна діяльність В. М. Дірша по вивченню ортоптероїдних комах. Працюючи позаштатним, а пізніше штатним науковим співробітником Зоомузею ВУАН, він створив чималу колекцію палеарктичних прямокрилих (Orthoptera).
У 1920-х роках В. Дірш співробітничав з біогеохімічною лабораторією («Біогел») АН СССР (Ленінград). У 1928 році академік В. І. Вернадський приїздив до Києва і запросив В. М. Дірша підключитись до польових робіт, які мали на меті вивчення біохімічного складу саранових. Дірш відразу повідомив про це англійському колезі Б. П. Уварову і той звернувся до Вернадського з проханням інформувати його з результатами вказаних досліджень. Так В. Дірш познайомив двох видатних вчених і сприяв їх наступному співробітництву.
Влітку 1928 року в Україні працювала Південна експедиція «Біогела». Четверо її учасників збирали рослинні та тваринні матеріали на Дніпровській біостанції АН УРСР (с. Старосілля), а двоє проводили хімічний аналіз зібраного у лабораторії Київського інституту народного господарства (КІНГ). Допомагати гостям залучили українських фахівців, серед яких були й ентомологи — В. В. Совинський та В. М. Дірш. У «Біогелі» Вернадський планував створити біологічний відділ, для організації якого запросив Дірша на посаду наукового співробітника за договором.
Наступного року Південна експедиція на чолі з В. М. Діршем працювала на науково-дослідній станції луківництва (50 км на північ від Києва). Але реалізувати задумку про створення відділу не вдалося.
В. М. Дірш листувався не лише з Вернадським та Уваровим, а й із знаним російським ентомологом А. П. Семеновим-Тянь-Шанським.
Під час роботи у Криму В. Дірш, відповідно специфіці нового місця роботи, провадив, головним чином, актуальні на той час прикладні дослідження (шкідники каучуконосних рослин, використання яйцеїда трихограми проти комах-шкідників та ін.). За дослідження інсектицидної дії піретруму він одержав ступінь кандидата наук (Київський університет, 1940).У Москві, а потім у Ялті виходить друком його, ймовірно, перша книга. Вона присвячена захисту винограду від шкідливих організмів.
Працюючи в Києві та Криму, він обробляв колекційні матеріали, зібрані у Середній Азії, на Далекому Сході. Прагнучи зробити результати досліджень відомими у науковому світі, публікував їх у статтях, які інколи писав німецькою, або англійською і часом вони виходили друком на Заході. Це робило його ім'я знаним у колі фахівців і, напевне, полегшило адаптацію в еміграції.

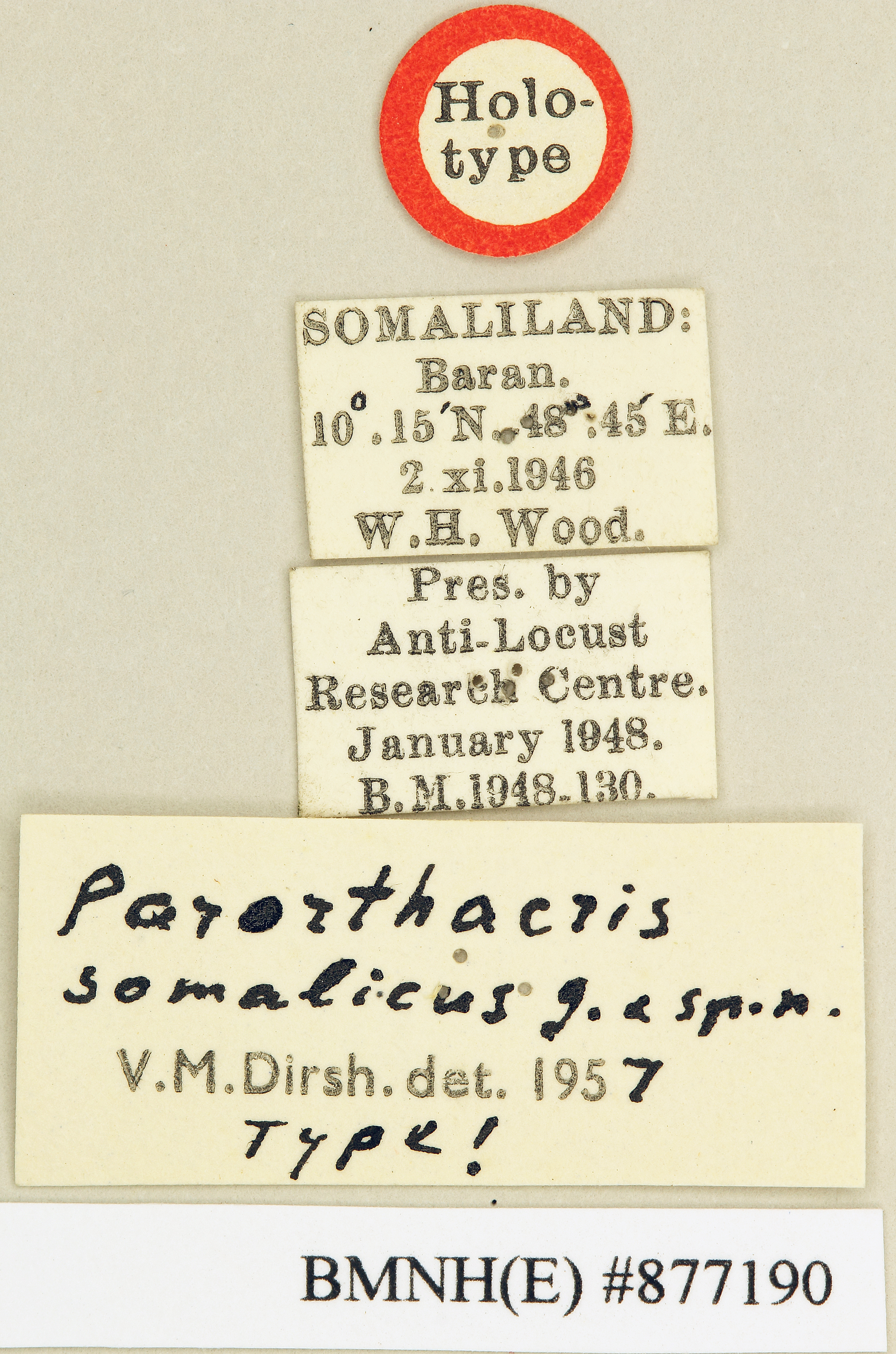
У 1957 році В. Дірш по акриді, зібраній у Сомалі (1946), встановив новий рід і новий вид. Цей екземпляр (голотип) зараз зберігається у Музеї природознавства (Лондон) разом з етикетками, одна з яких власноручно написана В. М. Діршем

У Великій Британії Віталій Михайлович невдовзі отримав посаду старшого наукового співробітника Протисаранового дослідницького центру у Лондоні (ALRC), на яку його узяли за рекомендацією голови центру Б. П. Уварова. В. Дірш обіймав її понад 20 років. Невдовзі він став автором численних статей та фундаментальних зведень з тропічних прямокрилих. Особливо вагомим став доробок вченого у вивчення фауни Африки. Він опублікував фауністичні монографії щодо таких чималих і — до його праць — майже не вивчених територій як Конго, Ангола, Мадагаскар, а також Галапагоські острови.
Разом з тим В. Дріш плідно розробляв таксономію акридоїдних комах. Він встановив чотири нові родини прямокрилих, близько 100 їх нових родів і описав як нові для науки понад 200 видів і підвидів. Праці Віталія Михайловича зберігають наукове значення й досі. Приміром, на його монографію «The African Genera of of Acridoidea» (1965, 579 сторінок) зареєстровано близько 270 посилань у наукових працях, що вийшли після неї[значущість факту?]. Зібраний та/або визначений ним ентомологічний матеріал ретельно зберігається у фондах найвідоміших природничих музеїв різних країн і досліджуються спеціалістами.

## Визнання

Акридіда Uvarovium dirshi Uvarov, 1933 в ентомологічній колекції

У 1949 році В. М. Дріша обрали дійсним членом Британського ентомологичного товариства (The British Entomological and Natural History Society).
Колеги надали його ім'я 14 таксонам прямокрилих комах, в тому числі — трьом родам:
| - Chorthippus dirshi Fishelson, 1969 | - Euschmidtia dirshi Descamps, 1964 |

## Цікавий факт
Ще у 1927 році В. М. Дірш встановив новий рід для знайденої у Туркменії акриди і дав йому назву на честь свого, згаданого вище, колеги — Uvarovium. П'ять років вже Б. П. Уваров описав як новий для науки вид цього роду, назвавши його Uvarovium dirshi (див. фото праворуч). Таким чином, у назві однієї комахи поєдналися прізвища двох ентомологів, які чимало років працювали пліч-о-пліч.

## Наукові праці
| 1920-1941 - Матеріали до пізнання простокрильців Київщини // Труди фіз-мат. відділу Української академії наук.– К., 1926.– №. IV.– С. 53–63. | - Геохимические константы v и e некоторых видов насекомых // Труды Биогеохимической лаборатории, Т. 3. — М.– Л. : Изд-во АН СССР, 1936, с. 45–49. - Вредители виноградной лозы в Крыму и меры борьбы с ними. Ялта: ВНИИВиВ «Магарач», 1941. 68 с. 1949 - The genus Thalpomena Saussure,1884(Orthoptera, Acrididae) and its allies // Transactions of the Royal Entomological Society of London, 1949, 100: 363—391 |

1950-і роки
| - Revision of the group Truxales (Orthoptera, Acrididae) // Eos, Revista española de Entomología. 1950[1951]. Tomo extraord. 1950:119-248 | - Tree locusts of the genus Anacridium (Orthoptera, Acrididae). Eos, Revista española de Entomología. 1953. 29:7-69 (with B. P. Uvarov) |

1960-і роки
| - Descriptions of a new genus and three new species of Acridoidea from Central Africa // Revue de Zoologie et de Botanique Africaines. 1961.63: 242—248. | - New genera and species of Acridoidea from Madagascar (Orthoptera). Eos, Revista española de Entomología. 1966. 41(4):537-549 |

| 1970-і роки - La faune terrestre de l'ile de Sainte-Helene. (Premiere partie). 7. Orthoptera, c. Acridoidea // Annales du Musée royal de l'Afrique centrale. 1970, 8(181):199-210. | - Genital Organs in Acridomorphoidea (Insecta) as Taxonomic Character // Zeitschrift für zoologische Systematik und Evolutionsforschung. 1973, 11(1): 133—154. |

При створенні статті використано цінний інформаційний матеріал, люб'язно надісланий Едітою Шуберт (Editha Schubert) та Дональдом Друсом (Donald Drus) з історичного архіву Senckenberg Deutsches Entomologisches Institut (Müncheberg, Deutschland)